# Никли
Никли (бенг. নিকলি, англ. Nikli) — город на востоке Бангладеш, административный центр одноимённого подокруга. Площадь города равна 7,62 км². По данным переписи 2001 года, в городе проживало 15 090 человек, из которых мужчины составляли 48,22 %, женщины — соответственно 51,78 %. Уровень грамотности населения составлял 20,03 % (при среднем по Бангладеш показателе 43,1 %). 